# Moča
Moča (Hongaars:Dunamocs) is een Slowaakse gemeente in de regio Nitra, en maakt deel uit van het district Komárno.
Moča telt 1173 inwoners.